# El Roble, Minatitlán
El Roble är en ort i Mexiko.   Den ligger i kommunen Minatitlán och delstaten Veracruz, i den sydöstra delen av landet, 500 km öster om huvudstaden Mexico City. El Roble ligger 14 meter över havet och antalet invånare är 193.
Terrängen runt El Roble är platt. Runt El Roble är det ganska glesbefolkat, med 29 invånare per kvadratkilometer. Närmaste större samhälle är Hidalgotitlán, 7,5 km väster om El Roble. Omgivningarna runt El Roble är en mosaik av jordbruksmark och naturlig växtlighet.